# Chèzeneuve
Chèzeneuve ist eine französische Gemeinde mit 650 Einwohnern (Stand: 1. Januar 2022) im Département Isère in der Region Auvergne-Rhône-Alpes; sie gehört administrativ zum Arrondissement La Tour-du-Pin und ist Teil des Kantons L’Isle-d’Abeau.

## Geografie
Chèzeneuve befindet sich etwa 37 Kilometer südöstlich von Lyon. Chèzeneuve wird umgeben von den Nachbargemeinden Saint-Alban-de-Roche im Norden, Domarin im Nordosten, Maubec im Osten, Crachier im Süden, Artas im Südwesten sowie Four im Westen.

## Weblinks

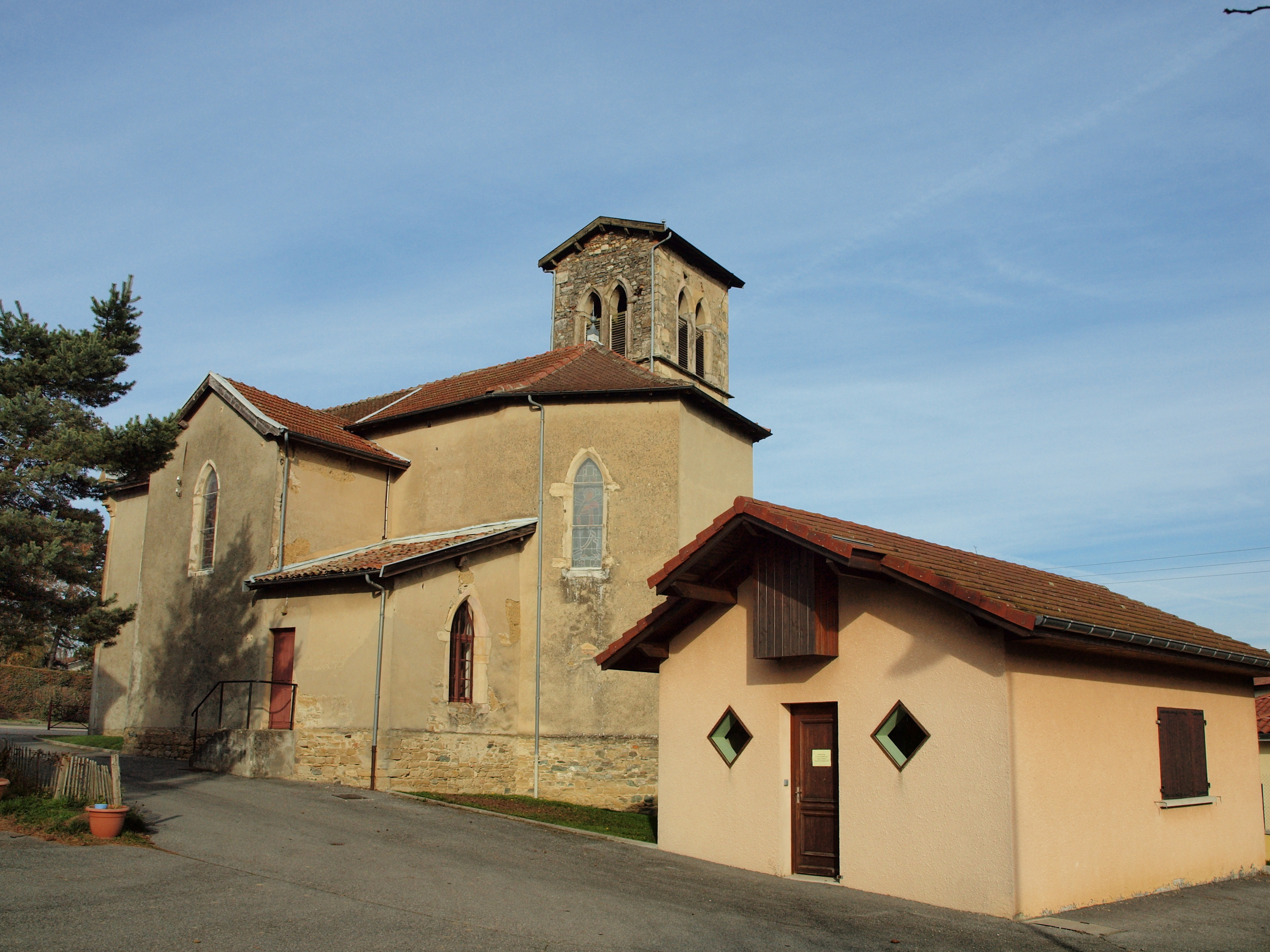
Kirche Saint-Maurice

## Bevölkerungsentwicklung
| Jahr                       | 1962 | 1968 | 1975 | 1982 | 1990 | 1999 | 2006 | 2012 |
| -------------------------- | ---- | ---- | ---- | ---- | ---- | ---- | ---- | ---- |
| Einwohner                  | 257  | 247  | 234  | 306  | 339  | 373  | 475  | 515  |
| Quellen: Cassini und INSEE |      |      |      |      |      |      |      |      |